# Cypselea rubriflora
Cypselea rubriflora är en isörtsväxtart som beskrevs av Ignatz Urban. Cypselea rubriflora ingår i släktet Cypselea, och familjen isörtsväxter. Inga underarter finns listade i Catalogue of Life.